# Hôtel de Mongenet
L'hôtel de Mongenet est un hôtel particulier situé 2, rue Baron-Bouvier dans le quartier du Vieux-Vesoul, à Vesoul, dans la Haute-Saône, en France.
Il s'agit du premier monument historique protégé à Vesoul.

## Histoire
L'hôtel est construit en 1549.

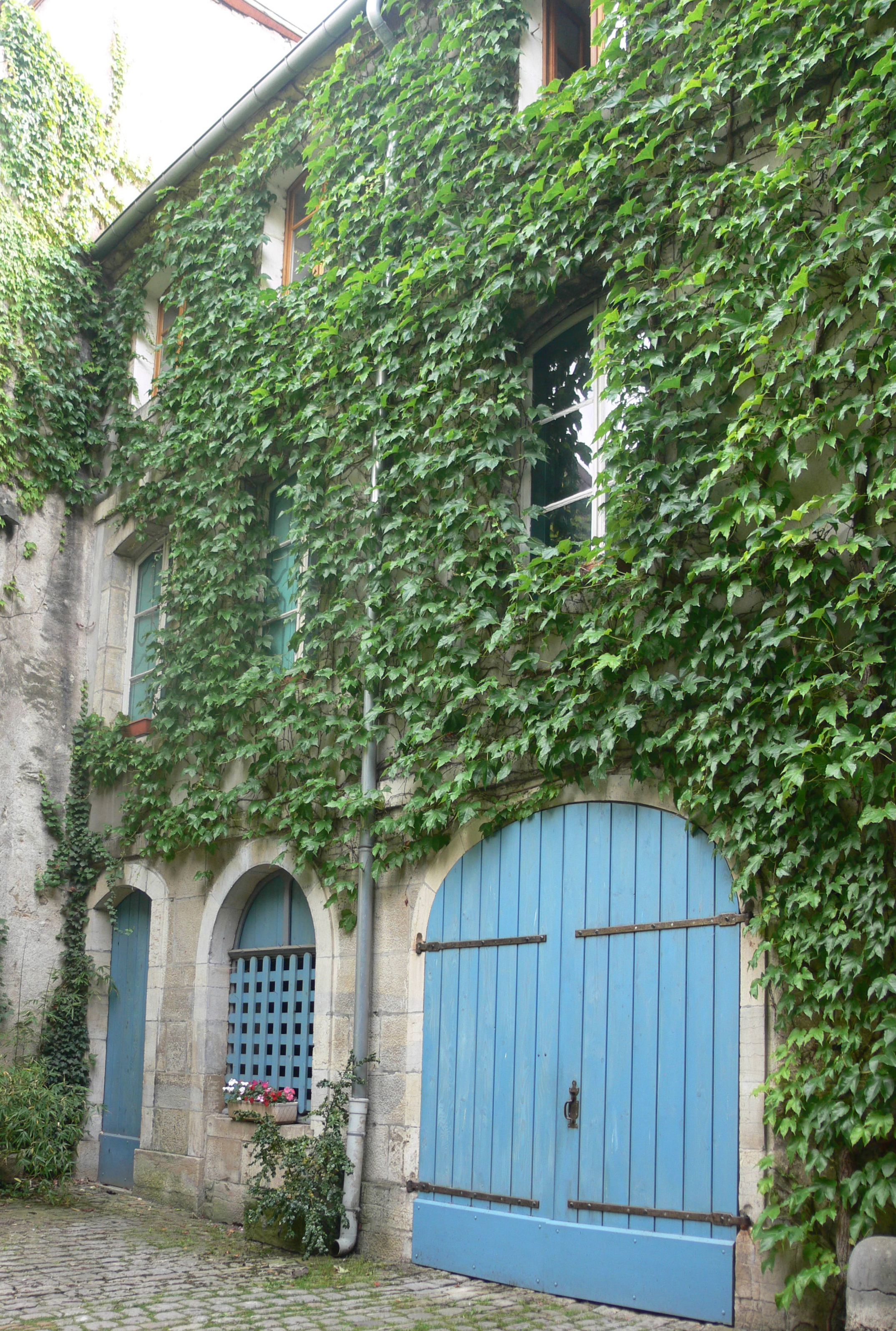
Façade sur cour

Le bâtiment, pour son élévation et sa toiture, fait l’objet d’une inscription au titre des monuments historiques depuis le 26 mars 1934.